# تانتون (نیویورک)
تانتون (به انگلیسی: Taunton) یک منطقهٔ مسکونی در ایالات متحده آمریکا است که در شهرستان اونانداگا، نیویورک واقع شده‌است.